# Paint the Sky with Stars
Paint the Sky with Stars — сборник лучших произведений ирландской певицы Enya, выпущенный в 1997 году. Сборник также включает 2 новых трека «Paint the Sky with Stars» и «Only If…».

## Список композиций
1. Orinoco Flow — 4:26
2. Caribbean Blue — 3:58
3. Book of Days (English Lyric) — 2:56
4. Anywhere Is (Edit) — 3:46
5. Only If… — 3:19
6. The Celts — 2:57
7. China Roses — 4:40
8. Shepherd Moons — 3:40
9. Ebudæ — 1:52
10. Storms in Africa — 4:11
11. Watermark — 2:26
12. Paint the Sky with Stars — 4:15
13. Marble Halls — 3:55
14. On My Way Home (Remix) — 3:38
15. The Memory of Trees — 4:19
16. Boadicea — 3:28

## Синглы
Трек «Only If…» был выпущен как сингл в том же году вместе с ранее неиздававшимся «Willows On The Water», а также с «Oíche Chiún» («Silent Night») в качестве аккомпонироющих треков.

## Продакшн
- Продюсер: Ники Райан
- Аранжировка: Эния, Ники Райан
- Тексты: Рома Райан
- Аранжировка Marble Halls: Эния, Ники Райан
- Все треки выпущены EMI Songs Ltd
- Фотографии: Давид Шайнманн
- Каллиграфия и дизайн: Броди Нойеншвандер
- Мастеринг: Арун

## Продажи
| Страна         | Топ          | Сертификация  | Тираж      |
| -------------- | ------------ | ------------- | ---------- |
| Австралия      | 10           | 3-Платиновый  | 210,000+   |
| Австрия        | 3            | Платиновый    | 50,000+    |
| Бразилия       |              | 2-Платиновый  | 500,000+   |
| Великобритания | 4            | Платиновый    | 350,000+   |
| Венгрия        | 12           |               |            |
| Германия       |              | Платиновый    | 300,000+   |
| Испания        | 2            | 2-Платиновый  | 250,000+   |
| Италия         | 1            | Бриллиантовый | 600,000+   |
| Нидерланды     | 10           | Золотой       | 50,000+    |
| Норвегия       | 2 (4 недели) | Платиновый    | 55,000+    |
| США            | 30           | 4-Платиновый  | 4,500,000+ |
| Тайвань        | 1 (4 недели) | Платиновый    | 500,000+   |
| Финляндия      | 12           | Золотой       | 35,000+    |
| Швеция         | 1 (2 недели) | 2-Платиновый  | 200,000+   |
| Япония         | 4            | Бриллиантовый | 1,200,000+ |